# Лукина, Светлана
Светлана Лукина (15 мая 1979, в девичестве Феколкина) — российская футболистка, выступавшая на позиции полузащитника.

## Футбольные достижения
- По итогам сезонов входила в список «33 лучших футболистки страны» (4): 1997[3], 1999[4], 2000[5] и 2001[6]

## Матчи за сборную России
| № | Дата       | Соперник  | Матч     | Счет | Сыграно минут | Примечание |
| - | ---------- | --------- | -------- | ---- | ------------- | ---------- |
| 1 | 20.04.1997 | Беларусь  | ТМ       | 2:2  | 45' ( 46')    | [ 7 ]      |
| 2 | 24.06.2000 | Югославия | ОЧЕ-2001 | 1:0  | 5' ( 85')     | [ 8 ]      |
| 3 | 13.08.2000 | США       | ТМ       | 1:7  | 27' ( 63')    | Отчет      |

## Примечание
1. ↑  М.Н.Кацман, С.О.Фадеев. Краткая энциклопедия женского футбола. — Калуга: «Калуга вечерняя», 1996. — 145 с. — 1000 экз.
2. ↑  Новости. womenfootball.ru. Дата обращения: 21 января 2009.
3. ↑  33 лучших сезон 1997. womenfootball.ru. Архивировано 2019-06-02. Дата обращения: 1997-12-01. {{cite news}}: Проверьте значение даты: |accessdate= (справка)
4. ↑  33 лучших сезон 1999. womenfootball.ru. Архивировано 2020-10-08. Дата обращения: 1999-12-01. {{cite news}}: Проверьте значение даты: |accessdate= (справка)
5. ↑  33 лучшие футболистки по итогам сезона 2000. womenfootball.ru. Архивировано 2020-10-11. Дата обращения: 2000-12-01. {{cite news}}: Проверьте значение даты: |accessdate= (справка)
6. ↑  33 лучших сезон 2001. womenfootball.ru. Архивировано 24 декабря 2008. Дата обращения: 1 декабря 2001.
7. ↑  Юлия Бородаенко. Сборная России: за два месяца до чемпионата Европы // Воронежский спортивный еженедельник «Игрок». — 1997. — 30 апреля (№ 16 (169)).
8. ↑  матч: Югославия - Россия. Российский футбольный союз. Архивировано 2021-05-08. Дата обращения: 2000-06-25. {{cite news}}: Проверьте значение даты: |accessdate= (справка)